# Lawrence Lasker

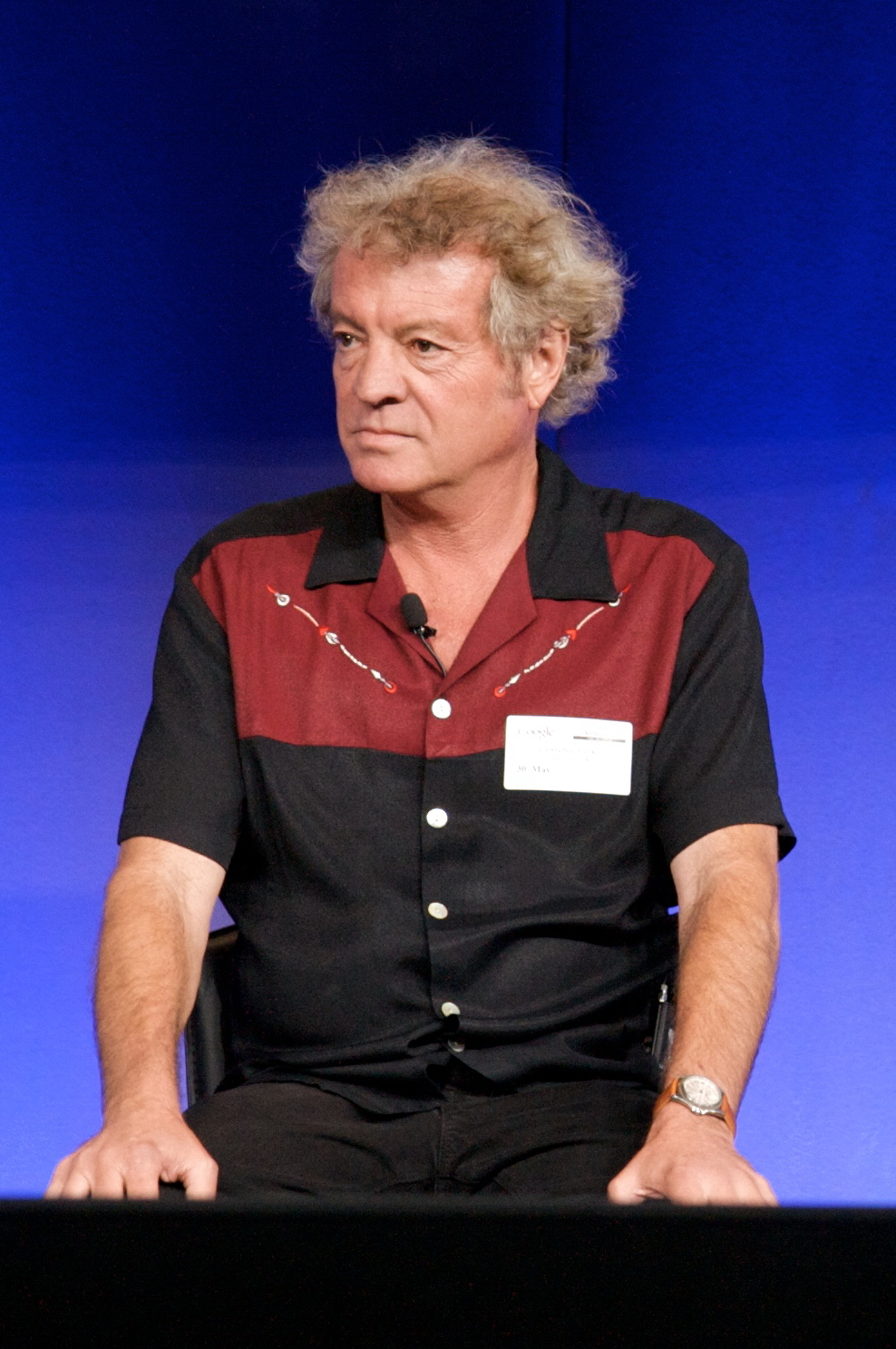
Lawrence Lasker

Lawrence Lasker (* 7. Oktober 1949 in Los Angeles County, Kalifornien) in ist ein US-amerikanischer Drehbuchautor und Produzent, der in das amerikanische Filmgeschäft 1983 mit dem Drehbuch zu dem Film WarGames – Kriegsspiele einstieg. Er ist der Sohn der Schauspielerin Jane Greer und des Produzenten Edward Lasker.

## Filme
- 1983: WarGames – Kriegsspiele (Drehbuchautor)
- 1989: Das dreckige Spiel (Produzent)
- 1990: Zeit des Erwachens (Produzent)
- 1992: Sneakers – Die Lautlosen (Drehbuchautor und Produzent)

## Preise
Lasker und Walter F. Parkes wurden 1983 für den Film WarGames für den Academy Award als beste Drehbuchautoren vorgeschlagen. Er und Parkes wurden im Jahre 1990 dann nochmals mit Zeit des Erwachens für den besten Film bei den Academy Awards nominiert.